# Aeródromo de Carmen de Patagones
El Aeródromo de Carmen de Patagones es un aeropuerto ubicado 2 km al norte de la ciudad de Carmen de Patagones, Provincia de Buenos Aires, Argentina.